# Traffic Crossing Leeds Bridge
Traffic Crossing Leeds Bridge (česky Doprava přejíždějící Leeds Bridge) je britský němý film z roku 1888. Režisérem je Louis Aimé Augustin Le Prince (1842–1890). Film trvá necelou minutu.

## Děj
Film zachycuje provoz na mostě v Leedsu.